# Mariko Okamoto
Pour les articles homonymes, voir Okamoto.
Mariko Okamoto (岡本真理子, Okamoto Mariko), née le 28 décembre 1951 dans la préfecture d'Osaka (Japon), est une joueuse de volley-ball japonaise.
Elle fait partie de la sélection nationale japonaise sacrée championne olympique aux Jeux d'été de 1976 à Montréal et médaillée d'argent aux Jeux d'été de 1972 à Munich.

## Palmarès
- Jeux olympiques (1)
  - Vainqueur : 1976
  - Finaliste : 1972

- Championnat du monde (1)
  - Vainqueur : 1974